# ВТТ Волгобуду
ВТТ Волгобуду (рос. ИТЛ ВОЛГОСТРОЯ, Волжский ИТЛ, Волголаг) - виправно-трудовий табір, підпорядкований Головному управлінню таборів промислового будівництва.
Організований 26.02.44 в результаті об'єднання Управління буд-ва гітротех. вузлів на р. Волга «Волгострой» НКВД і Рибінського ВТТ;

закритий 29.04.46 (ВТТ Волгобуду виділений в самостійний табір з підпорядкуванням ГУЛАГу та присвоєнням найменування «Волзький ВТТ МВД»).
Дислокація: Ярославська область, Рибінський р-н, с.Перебори.

## Виконувані роботи
- обслуговування Волгобуду,
- виробництво боєприпасів, спецукупорки та ін. оборонної продукції,
- будівництво 3-го гідроагрегату Рибінської ГЕС,
- заготівля дров та ділової деревини для потреб НКВС у Москві,
- сільські та риболовецькі господарства,
- обслуговування хутрозаводу № 1 Головпромбуду,
- будівництво в районі Ногінська (Ногінське упр. Волгобуду) до 01.04.46,
- металообробне, швейне, деревообробне та гончарне виробництва.

## Чисельність з/к
- 01.03.44 — 24 844,
- 01.01.45 — 21 200,
- 01.01.46 — 13 857,
- 01.04.46 — 17 527

У період з 28.07.44 по 07.07.45 при Волгобуді існував табір в/п 221.